# Crespinell
Els crespinells, raïms de bruixa, raïms de llop o raïms de pastor (Sedum) són un gènere de plantes angiospermes suculentes de la família de les crassulàcies (Crassulaceae ). Són plantes natives de les zones de clima temperat i subtropical  i de les muntanyes tropicals.
Addicionalment pot rebre els noms d'arròs, arròs de paret, arròs petit de paret, bàlsam de paret, fabària, herba de la roca i raïm de paret. També s'ha recollit la variant lingüística ros de paret.
És un gran gènere amb més de 400 espècies de plantes de fulla suculenta, que es troben a l'hemisferi nord. Són plantes o bé anuals o bé perennes. Acumulen aigua a les fulles. Les flors ordinàriament tenen 5 pètals, però algunes en poden tenir 4 o bé 6.

## Taxonomia
Aquest gènere va ser publicat per primer cop l'any 1753 al primer volum de l'obra Species Plantarum del botànic suec Carl von Linné (1707-1778).

### Espècies
Dins del gènere Sedum es reconeixen les 482 espècies següents:
- Sedum abchasicum Kolak. ex V.V.Byalt
- Sedum acaxee Art.Castro, H.Ávila & Gonz.-Bernal
- Sedum acre L.
- Sedum actinocarpum Yamam.
- Sedum adolphi Raym.-Hamet
- Sedum aetnense Tineo
- Sedum alamosanum S.Watson
- Sedum albomarginatum R.T.Clausen
- Sedum album L.
- Sedum alexanderi Eggli
- Sedum alfredi Hance
- Sedum allantoides Rose
- Sedum alpestre Vill.
- Sedum alsinifolium All.
- Sedum andegavense (DC.) Desv.
- Sedum andinum Ball
- Sedum anglicum Huds.
- Sedum annuum L.
- Sedum apoleipon 't Hart
- Sedum aquilanum L.Gallo & F.Conti
- Sedum arenarium Brot.
- Sedum argunense Galushko
- Sedum arisanense Yamam.
- Sedum assyriacum Boiss.
- Sedum atratum L.
- Sedum australe Rose
- Sedum aytacianum J.Metzg.
- Sedum backebergii Poelln.
- Sedum baileyi Praeger
- Sedum baleensis M.G.Gilbert
- Sedum balfourii Raym.-Hamet
- Sedum barbeyi Raym.-Hamet
- Sedum barcense Maire & Weiller
- Sedum batallae Barocio
- Sedum batesii Hemsl.
- Sedum beauverdii Raym.-Hamet
- Sedum bellum Praeger
- Sedum bergeri Raym.-Hamet
- Sedum berillonanum Raym.-Hamet
- Sedum berunii U.P.Pratov
- Sedum bhattacharyyae R.Manik., N.B.Singh & S.K.Srivast.
- Sedum blepharophyllum Fröd.
- Sedum boninense Yamam. ex Tuyama
- Sedum bonnieri Raym.-Hamet
- Sedum booleanum B.L.Turner
- Sedum borissovae Balk.
- Sedum borschii (R.T.Clausen) R.T.Clausen
- Sedum botterii Hemsl.
- Sedum bourgaei Hemsl.
- Sedum brachetii J.Reyes, Islas & O.González
- Sedum brachyrhinchum Yamam.
- Sedum bracteatum Viv.
- Sedum brevifolium DC.
- Sedum brissemoretii Raym.-Hamet
- Sedum bulbiferum Makino
- Sedum burrito Moran
- Sedum caducum R.T.Clausen
- Sedum caeruleum L.
- Sedum calcaratum Rose
- Sedum calcicola B.L.Rob. & Greenm.
- Sedum callichroum Boiss.
- Sedum candolleanum G.López
- Sedum carinatifolium (R.T.Clausen) Pérez-Calix
- Sedum carnegiei Raym.-Hamet
- Sedum caroli-henrici Kit Tan
- Sedum catorce G.L.Nesom
- Sedum celatum Fröd.
- Sedum celiae Raym.-Hamet
- Sedum cepaea L.
- Sedum cespitosum (Cav.) DC.
- Sedum chauveaudii Raym.-Hamet
- Sedum chazaroi P.Carrillo & J.A.Lomelí
- Sedum chihuahuense S.Watson
- Sedum chingtungense K.T.Fu
- Sedum chloropetalum R.T.Clausen
- Sedum chrysicaulum J.A.McDonald
- Sedum chuhsingense K.T.Fu
- Sedum churchillianum Robyns & Boutique
- Sedum cirenianum S.S.Ying
- Sedum citrinum Zika
- Sedum clausenii Pérez-Calix
- Sedum clavatum R.T.Clausen
- Sedum clavifolium Rose
- Sedum cockerellii Britton
- Sedum commixtum Moran & Hutchison
- Sedum compactum Rose
- Sedum concarpum Fröd.
- Sedum confertiflorum Boiss.
- Sedum confusum Hemsl.
- Sedum conzattii Rose
- Sedum copalense Kimnach
- Sedum cormiferum R.T.Clausen
- Sedum correptum Fröd.
- Sedum corymbosum Grossh.
- Sedum corynephyllum Fröd.
- Sedum costantini Raym.-Hamet
- Sedum craigii R.T.Clausen
- Sedum crassularia Raym.-Hamet
- Sedum creticum C.Presl
- Sedum cupressoides Hemsl.
- Sedum cuspidatum Alexander
- Sedum cymatopetalum Fröd.
- Sedum cyprium A.K.Jacks. & Turrill
- Sedum daigremontianum Raym.-Hamet
- Sedum danjoense Takuro Ito, H.Nakan. & Kokub.
- Sedum danxiacola S.Y.Meng & B.Chen
- Sedum dasyphyllum L.
- Sedum debile S.Watson
- Sedum decipiens (Baker) Thiede & 't Hart
- Sedum dendroideum Moc. & Sessé ex DC.
- Sedum didymocalyx Fröd.
- Sedum dielsii Raym.-Hamet
- Sedum diffusum S.Watson
- Sedum diminutum (R.T.Clausen) G.L.Nesom
- Sedum dimorphophyllum K.T.Fu & G.Y.Rao
- Sedum dispermum Fröd.
- Sedum divergens S.Watson
- Sedum dongzhiense D.Q.Wang & Y.L.Shi
- Sedum dormiens Cuevas, Pérez-Calix & P.Carrillo
- Sedum drymarioides Hance
- Sedum dugueyi Raym.-Hamet
- Sedum dulcinomen G.L.Nesom
- Sedum eastwoodiae (Britton) A.Berger
- Sedum ebracteatum Moc. & Sessé ex DC.
- Sedum ecalcaratum H.J.Wang & P.S.Hsu
- Sedum edwardsii (R.T.Clausen) B.L.Turner
- Sedum elatinoides Franch.
- Sedum elburzense Akhiani & Assadi
- Sedum emarginatum Migo
- Sedum engleri Raym.-Hamet
- Sedum epidendrum Hochst. ex A.Rich.
- Sedum erici-magnusii Fröd.
- Sedum eriocarpum Sm.
- Sedum erlangerianum Engl.
- Sedum ermenekensis Yıld. & Dinç
- Sedum erythrospermum Hayata
- Sedum euxinum 't Hart & Alpinar
- Sedum fanjingshanense C.D.Yang & X.Yu Wang
- Sedum farinosum Lowe
- Sedum feddei Raym.-Hamet
- Sedum fedtschenkoi Raym.-Hamet
- Sedum filipes Hemsl.
- Sedum fischeri Raym.-Hamet
- Sedum flaccidum Rose
- Sedum flavidum (Denton) B.L.Wilson & Zika
- Sedum formosanum N.E.Br.
- Sedum forreri Greene
- Sedum forrestii Raym.-Hamet
- Sedum fragrans 't Hart
- Sedum franchetii Grande
- Sedum frutescens Rose
- Sedum fui G.D.Rowley
- Sedum furfuraceum Moran
- Sedum fuscum Hemsl.
- Sedum fusiforme Lowe
- Sedum gagei Raym.-Hamet
- Sedum gattefossei Batt. & Jahand.
- Sedum giajae Raym.-Hamet
- Sedum glabrum (Rose) Praeger
- Sedum glaebosum Fröd.
- Sedum glassii Pérez-Calix
- Sedum glaucophyllum R.T.Clausen
- Sedum globuliflorum R.T.Clausen
- Sedum glomerifolium M.G.Gilbert
- Sedum goldmanii (Rose) Moran
- Sedum gracile C.A.Mey.
- Sedum grammophyllum Fröd.
- Sedum grandipetalum Fröd.
- Sedum grandyi Raym.-Hamet
- Sedum greggii Hemsl.
- Sedum griffithii C.B.Clarke
- Sedum grisebachii Boiss. & Heldr.
- Sedum griseum Praeger
- Sedum guadalajaranum S.Watson
- Sedum guatemalense Hemsl.
- Sedum gypsicola Boiss. & Reut.
- Sedum gypsophilum B.L.Turner
- Sedum hakonense Makino
- Sedum hangzhouense K.T.Fu & G.Y.Rao
- Sedum havardii Rose
- Sedum heckelii Raym.-Hamet
- Sedum hemsleyanum Rose
- Sedum hengduanense K.T.Fu
- Sedum henrici-roberti Raym.-Hamet
- Sedum hernandezii J.Meyrán
- Sedum hintonii R.T.Clausen
- Sedum hintoniorum B.L.Turner
- Sedum hirsutum All.
- Sedum hispanicum L.
- Sedum hoi X.F.Jin & B.Y.Ding
- Sedum holei Raym.-Hamet
- Sedum holopetalum Fröd.
- Sedum hultenii Fröd.
- Sedum humifusum Rose
- Sedum hutchisonii Kimnach & J.E.Low ex Pino & Cieza
- Sedum hypogaeum J.Reyes, Brachet & O.González
- Sedum ichangensis Y.B.Wang
- Sedum ignescens Pino & Montesinos
- Sedum incarum (Ball) Pino
- Sedum ince 't Hart & Alpinar
- Sedum inconspicuum Hand.-Mazz.
- Sedum isidorum Pino
- Sedum jaccardianum Maire & Wilczek
- Sedum jahandiezii Batt.
- Sedum jaliscanum S.Watson
- Sedum japonicum Siebold ex Miq.
- Sedum jarocho P.Carrillo & Jimeno-Sevilla
- Sedum jerzedowskii Pérez-Calix
- Sedum jinglanii Yan S.Huang & Q.Fan
- Sedum jiuhuashanense P.S.Hsu & H.J.Wang
- Sedum jiulungshanense Y.C.Ho
- Sedum jordanianum Dobignard
- Sedum jujuyense Zardini
- Sedum jurgensenii (Hemsl.) Moran
- Sedum kawaraense Takuro Ito & Kanemitsu
- Sedum keniense Y.D.Zhou, G.W.Hu & Q.F.Wang
- Sedum kiangnanense D.Q.Wang & Z.F.Wu
- Sedum kiersteadiae B.L.Wilson & R.E.Brainerd
- Sedum kimnachii V.V.Byalt
- Sedum kingdonii H.Ohba
- Sedum kotschyanum Boiss.
- Sedum koyuncui Yıld.
- Sedum kristenii J.Reyes, O.González & Etter
- Sedum kuntsunianum X.F.Jin, S.H.Jin & B.Y.Ding
- Sedum kwanwuense H.W.Lin, J.C.Wang & C.T.Lu
- Sedum laconicum Boiss. & Heldr.
- Sedum lagascae Pau
- Sedum lahovarianum Raym.-Hamet
- Sedum lampusae (Kotschy) Boiss.
- Sedum lanceolatum Torr.
- Sedum lancerottense R.P.Murray
- Sedum latentibulbosum K.T.Fu & G.Y.Rao
- Sedum latifilamentum R.T.Clausen
- Sedum laxum (Britton) A.Berger
- Sedum leblancae Raym.-Hamet
- Sedum leibergii Britton
- Sedum lenkoranicum Grossh.
- Sedum leptophyllum Fröd.
- Sedum leucocarpum Franch.
- Sedum liebmannianum Hemsl.
- Sedum lineare Thunb.
- Sedum lipingense R.B.Zhang, D.Tan & R.X.Wei
- Sedum litoreum Guss.
- Sedum longifuniculatum K.T.Fu
- Sedum longipes Rose
- Sedum longuetae Raym.-Hamet
- Sedum longyanense K.T.Fu
- Sedum luchuanicum K.T.Fu
- Sedum lucidum R.T.Clausen
- Sedum lumholtzii B.L.Rob. & Fernald
- Sedum lungtsuanense S.H.Fu
- Sedum lutzii Raym.-Hamet
- Sedum lydium Boiss.
- Sedum macdonaldii G.L.Nesom
- Sedum macdougallii Moran
- Sedum madrense S.Watson
- Sedum magae Raym.-Hamet
- Sedum magellense Ten.
- Sedum magniflorum K.T.Fu
- Sedum maireanum Sennen
- Sedum majus (Hemsl.) Migo
- Sedum makinoi Maxim.
- Sedum marmorense Otting & R.E.Brainerd
- Sedum matsuense C.T.Lu & W.Yu Wang
- Sedum maurum Humbert & Maire
- Sedum melanantherum DC.
- Sedum mellitulum Rose
- Sedum mendozae (Glass & Cházaro) V.V.Byalt
- Sedum mesoamericanum P.Carrillo & Pérez-Farr.
- Sedum mexicanum Britton
- Sedum meyeri-johannis Engl.
- Sedum meyranianum J.Metzg.
- Sedum microcarpum (Sm.) Schönland
- Sedum microsepalum Hayata
- Sedum microstachyum (Kotschy) Boiss.
- Sedum millspaughii Raym.-Hamet
- Sedum minimum Rose
- Sedum mocinoanum Pérez-Calix
- Sedum modestum Ball
- Sedum moniliforme I.García & Costea
- Sedum monregalense Balb.
- Sedum mooneyi M.G.Gilbert
- Sedum moranense Kunth
- Sedum moranii R.T.Clausen
- Sedum morganianum E.Walther
- Sedum morrisonense Hayata
- Sedum mucizonia (Ortega) Raym.-Hamet
- Sedum mukojimense Takuro Ito
- Sedum multicaule Wall. ex Lindl.
- Sedum multiceps Coss. & Durieu
- Sedum muscoideum Rose
- Sedum muyaicum K.T.Fu
- Sedum nagasakianum (H.Hara) H.Ohba
- Sedum nanchuanense K.T.Fu & G.Y.Rao
- Sedum nanifolium Fröd.
- Sedum nanlingense Yan Liu & C.Y.Zou
- Sedum nanum Boiss.
- Sedum napiferum Peyr.
- Sedum naviculare Rose
- Sedum neovolcanicum Pérez-Calix & I.García
- Sedum nevadense Coss.
- Sedum nevii A.Gray
- Sedum niveum Davidson
- Sedum nokoense Yamam.
- Sedum nothodugueyi K.T.Fu
- Sedum nudum Aiton
- Sedum nuttallii Torr. & E.James ex Eaton
- Sedum oaxacanum Rose
- Sedum obcordatum R.T.Clausen
- Sedum oblanceolatum R.T.Clausen
- Sedum obtrullatum K.T.Fu
- Sedum obtusatum A.Gray
- Sedum obtusipetalum Franch.
- Sedum ocuilense J.Meyrán
- Sedum oligocarpum Fröd.
- Sedum oligospermum Maire
- Sedum onychopetalum Fröd.
- Sedum orbatum Moran & J.Meyrán
- Sedum oreades (Decne.) Raym.-Hamet
- Sedum oreganum Nutt.
- Sedum oregonense (S.Watson) M.E.Peck
- Sedum oteroi Moran
- Sedum oxycoccoides Rose
- Sedum oxypetalum Kunth
- Sedum pacense J.Meyrán
- Sedum pachucense (C.H.Thomps.) Praeger
- Sedum pachyphyllum Rose
- Sedum pagetodes Fröd.
- Sedum pallidum M.Bieb.
- Sedum palmeri S.Watson
- Sedum pampaninii Raym.-Hamet
- Sedum papillicaulum G.L.Nesom
- Sedum paradisum (Denton) Denton ex B.L.Wilson
- Sedum parviflorum S.S.Ying
- Sedum parvisepalum Yamam.
- Sedum parvum Hemsl.
- Sedum patens Zika
- Sedum pedicellatum Boiss. & Reut.
- Sedum pentandrum (Sharsm.) ined.
- Sedum pentapetalum Boriss.
- Sedum pentastamineum R.T.Clausen
- Sedum perezdelarosae Jimeno-Sevilla
- Sedum perpusillum Hook.f. & Thomson
- Sedum perrotii Raym.-Hamet
- Sedum peruvianum A.Gray
- Sedum phyllanthum H.Lév. & Vaniot
- Sedum piaxtlaense J.Reyes, Etter & Kristen
- Sedum piloshanense Fröd.
- Sedum planifolium K.T.Fu
- Sedum platysepalum Franch.
- Sedum plumbizincicola X.H.Guo & S.B.Zhou ex L.H.Wu
- Sedum polystriatum R.T.Clausen
- Sedum polytrichoides Hemsl.
- Sedum porphyranthes J.Reyes, Brachet & O.González
- Sedum pososepalum Fröd.
- Sedum potosinum Rose
- Sedum praealtum A.DC.
- Sedum praesidis Runemark & Greuter
- Sedum prasinopetalum Fröd.
- Sedum pratoalpinum Fröd.
- Sedum pringlei S.Watson
- Sedum przewalskii Maxim.
- Sedum pseudomulticaule H.Ohba
- Sedum pseudosubtile H.Hara
- Sedum pubescens Vahl
- Sedum pulchellum Michx.
- Sedum pulvinatum R.T.Clausen
- Sedum pumilum Benth.
- Sedum purdomii W.W.Sm.
- Sedum pusillum Michx.
- Sedum pyriseminum Pérez-Calix
- Sedum quadripetalum R.T.Clausen
- Sedum quevae Raym.-Hamet
- Sedum radiatum S.Watson
- Sedum ramentaceum K.T.Fu
- Sedum raramuri J.Metzg.
- Sedum raymondi Fröd.
- Sedum reniforme (H.Jacobsen) Thiede & 't Hart
- Sedum renzopalmae Pino
- Sedum reptans R.T.Clausen
- Sedum retusum Hemsl.
- Sedum rhodocarpum Rose
- Sedum roberti Veldkamp
- Sedum robertsianum Alexander
- Sedum roborowskii Maxim.
- Sedum rosthornianum Diels
- Sedum rubens L.
- Sedum rubiginosum Zika & B.L.Wilson
- Sedum rupicola G.N.Jones
- Sedum rupifragum Koidz.
- Sedum ruwenzoriense Baker f.
- Sedum ryukyuense Takuro Ito
- Sedum sagittipetalum Fröd.
- Sedum salazarii J.Reyes & O.González
- Sedum salvadorense Standl.
- Sedum samium Runemark & Greuter
- Sedum sanhedrinum A.Berger
- Sedum sarmentosum Bunge
- Sedum sasakii Hayata
- Sedum satumense Hatus.
- Sedum schizolepis Fröd.
- Sedum scopulinum (Rose) Moran
- Sedum sedoides Pau
- Sedum seelemannii Raym.-Hamet
- Sedum sekiteiense Yamam.
- Sedum semilunatum K.T.Fu
- Sedum semiteres Rose
- Sedum sexangulare L.
- Sedum shaoakouense S.S.Ying
- Sedum shengkuangense S.S.Ying
- Sedum shigatsense Fröd.
- Sedum shitaiense Y.Zheng & D.C.Zhang
- Sedum sinforosanum J.Reyes, Etter & Kristen
- Sedum sinoglaciale K.T.Fu
- Sedum smallii (Britton) H.E.Ahles
- Sedum somenii Raym.-Hamet ex H.Lév.
- Sedum sorgerae Kit Tan & D.F.Chamb.
- Sedum spathulifolium Hook.
- Sedum spathulisepalum R.T.Clausen
- Sedum spiralifolium D.Q.Wang, D.M.Xie & Lu Q.Huang
- Sedum stahlii Solms
- Sedum stefco Stef.
- Sedum stellariifolium Franch.
- Sedum stelliforme S.Watson
- Sedum stenopetalum Pursh
- Sedum stimulosum K.T.Fu
- Sedum strobiliforme Niederle
- Sedum suaveolens Kimnach
- Sedum subgaleatum K.T.Fu
- Sedum subtile Miq.
- Sedum susannae Raym.-Hamet
- Sedum tachingshuianum S.S.Ying
- Sedum taiwanalpinum H.W.Lin, J.C.Wang & C.T.Lu
- Sedum taiwanianum S.S.Ying
- Sedum tamaulipense G.L.Nesom
- Sedum tarokoense H.W.Lin & J.C.Wang
- Sedum tehuaztlense Moran & J.Meyrán
- Sedum tenellum M.Bieb.
- Sedum ternatum Michx.
- Sedum tetractinum Fröd.
- Sedum tianmushanense Y.C.Ho & F.Chai
- Sedum tortuosum Hemsl.
- Sedum torulosum R.T.Clausen
- Sedum tosaense Makino
- Sedum treleasei Rose
- Sedum triactina A.Berger
- Sedum triangulisepalum T.S.Liu & N.J.Chung ex T.C.Hsu & S.W.Chung
- Sedum tricarpum Makino
- Sedum trichospermum K.T.Fu
- Sedum trichromum R.T.Clausen
- Sedum tristriatum Boiss. & Heldr.
- Sedum triteli Raym.-Hamet
- Sedum trollii Werderm.
- Sedum trullipetalum Hook.f. & Thomson
- Sedum tsiangii Fröd.
- Sedum tsinghaicum K.T.Fu
- Sedum tsonanum K.T.Fu
- Sedum tuberculatum Rose
- Sedum tuberiferum Stoj. & Stef.
- Sedum tuberosum Coss. & Letourn.
- Sedum ulricae Fröd.
- Sedum ursi 't Hart
- Sedum urvillei DC.
- Sedum valens Björk
- Sedum versadense C.H.Thomps.
- Sedum versicolor (Raym.-Hamet) Coss. ex D.Prain
- Sedum victorianum C.-A.Jansson
- Sedum villosum L.
- Sedum vinicolor S.Watson
- Sedum wangii S.H.Fu
- Sedum wannanense X.H.Guo, X.P.Zhang & X.H.Chen
- Sedum weberbaueri (Diels) Thiede & 't Hart
- Sedum wenchuanense S.H.Fu
- Sedum wilczekianum Font Quer
- Sedum wilsonii Fröd.
- Sedum woronowii Raym.-Hamet
- Sedum wrightii A.Gray
- Sedum xerophilum Pino, Alcalá & Marquiegui
- Sedum yangjifengense B.Chen & Z.W.Zhu
- Sedum yildizianum Sümbül
- Sedum yvesii Raym.-Hamet
- Sedum zentaro-tashiroi Makino

### Híbrids
S'han descrit els següents híbrids naturals:
- Sedum × amecamecanum Praeger
- Sedum × battandieri Maire
- Sedum × derbezii Petitm.
- Sedum × engadinense Brügger
- Sedum × erraticum Brügger
- Sedum × fuereri Wein
- Sedum × luteoviride R.T.Clausen
- Sedum × patrickii 't Hart
- Sedum × praegeri (Fröd.) Afferni

### Sinònims
Els següents noms científics són sinònims heterotípics de Sedum:
- Aithales Webb & Berthel.
- Aizopsis Grulich
- Altamiranoa Rose
- Amerosedum Á.Löve & D.Löve
- Balfouria (H.Ohba) H.Ohba
- Breitungia Á.Löve & D.Löve
- Cepaea Fabr.
- Chamaerhodiola Nakai
- Chetyson Raf.
- Clausenellia Á.Löve & D.Löve
- Clementsia Rose
- Cockerellia Á.Löve & D.Löve
- Congdonia Jeps.
- Corynephyllum Rose
- Diamorpha Nutt.
- Enchylus Ehrh.
- Etiosedum Á.Löve & D.Löve
- Gormania Britton
- Hasseanthus Rose
- Helladia M.Král
- Hjaltalinia Á.Löve & D.Löve
- Kirpicznikovia Á.Löve & D.Löve
- Leucosedum Fourr.
- Macrosepalum Regel & Schmalh.
- Monanthella A.Berger
- Mucizonia (DC.) A.Berger
- Ohbaea V.V.Byalt & I.V.Sokolova
- Oreosedum Grulich
- Parvisedum R.T.Clausen
- Poenosedum Holub
- Procrassula Griseb.
- Rhodia Adans.
- Sedastrum Rose
- Sedella Britton & Rose
- Sempervivella Stapf
- Spathulata (Boriss.) Á.Löve & D.Löve
- Telephium Hill
- Telmissa Fenzl
- Tetradium Dulac
- Tetrorum Rose
- Tolmachevia Á.Löve & D.Löve
- Triactina Hook.f. & Thomson

### Espècies dels Països Catalans
Són espècies autòctones dels Països Catalans: Sedum acre, Sedum album, Sedum alpestre, Sedum amplexicaule, Sedum andegavense, Sedum anglicum, Sedum annuum, Sedum atratum, Sedum brevifolium, Sedum caespitosum, Sedum candollei, Sedum cepaea, Sedum dasyphyllum, Sedum hirsutum, Sedum rosea, Sedum rubens, Sedum rupestre, Sedum sediforme, Sedum stellatum, Sedum telephium, Sedum villosum

## Galeria

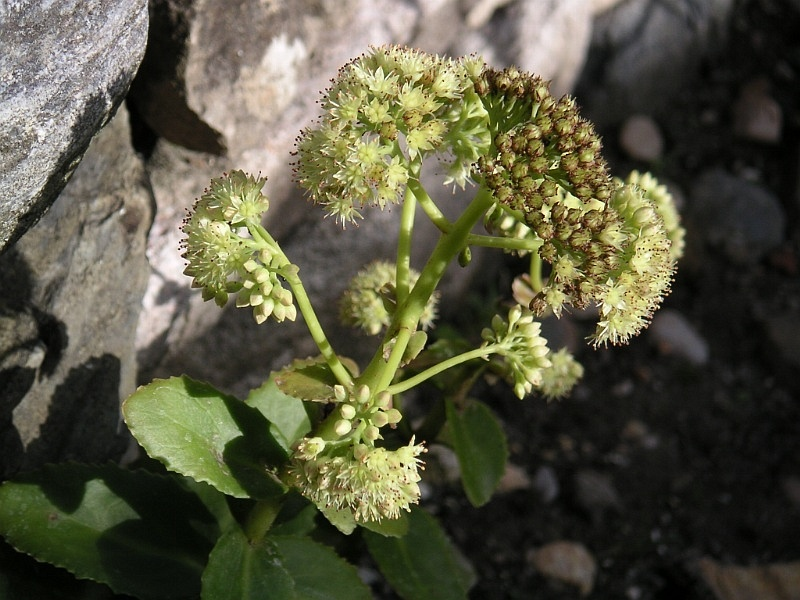
Hylotelephium telephium ssp. maximum, abans posat a Sedum
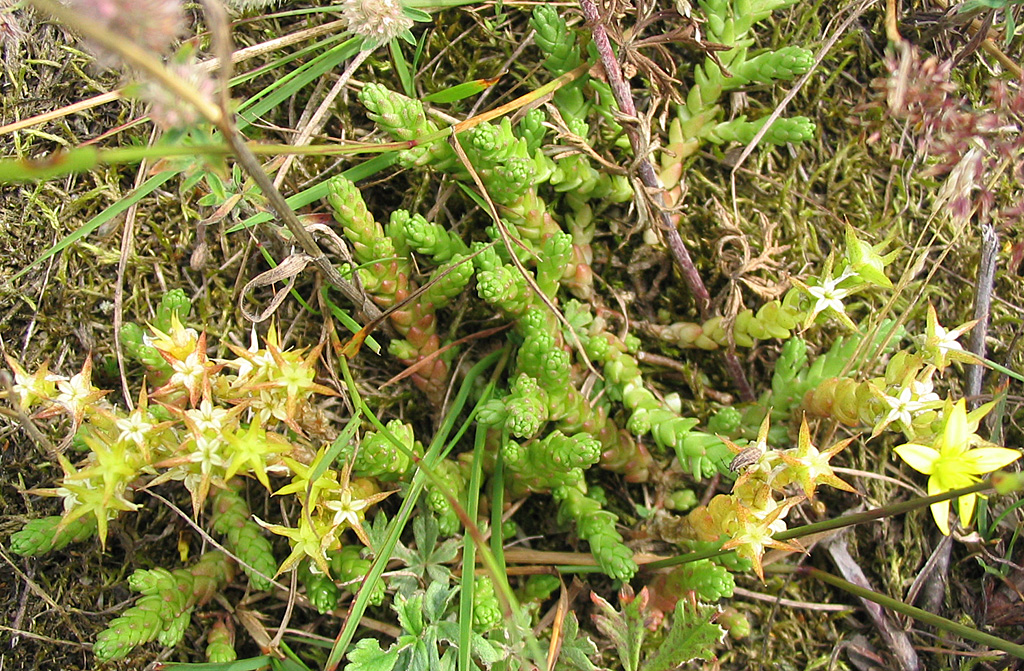
Sedum acre
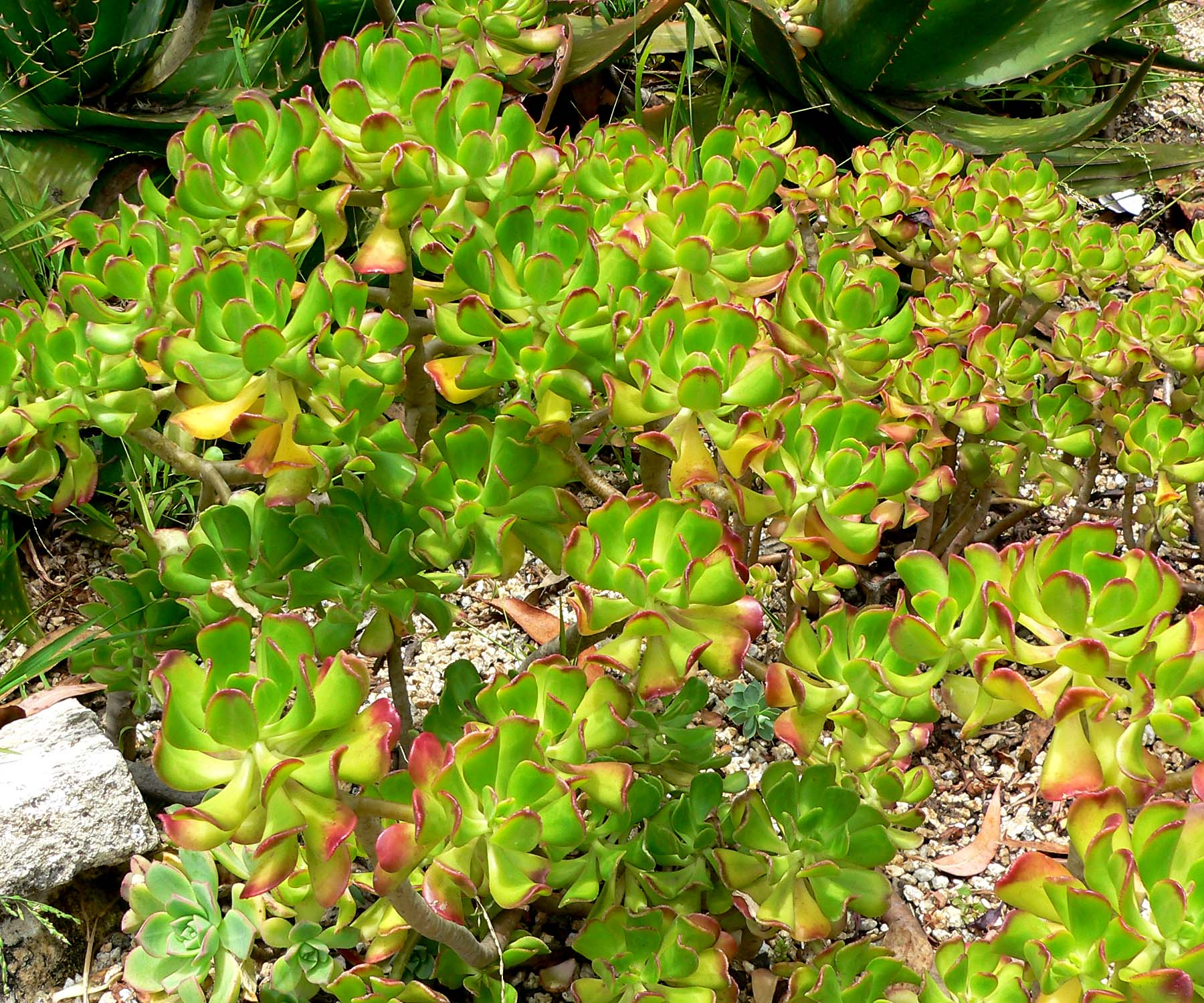
Sedum dendroideum
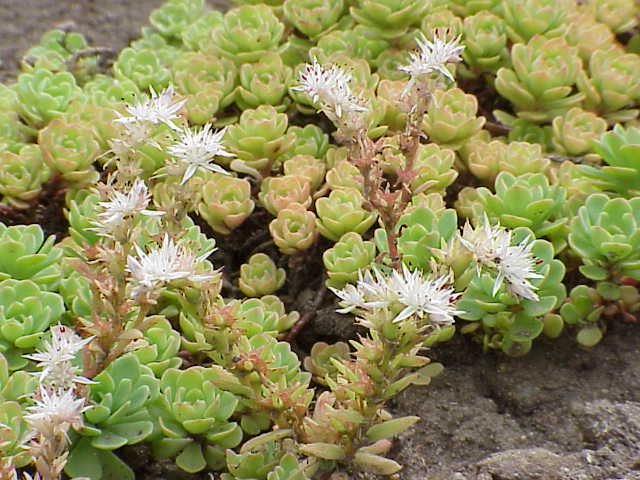
Sedum glaucophyllum
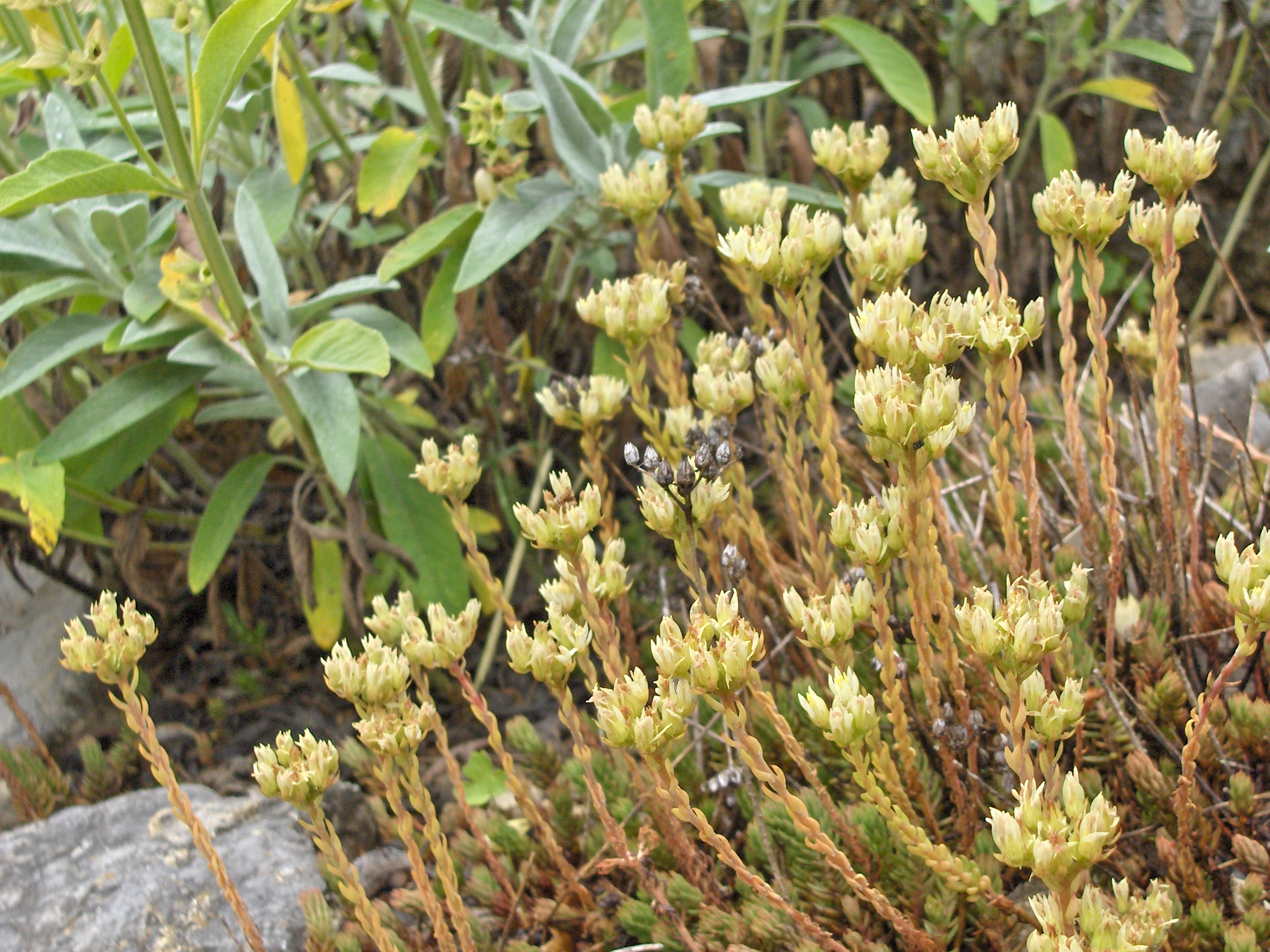
Sedum ochroleucum
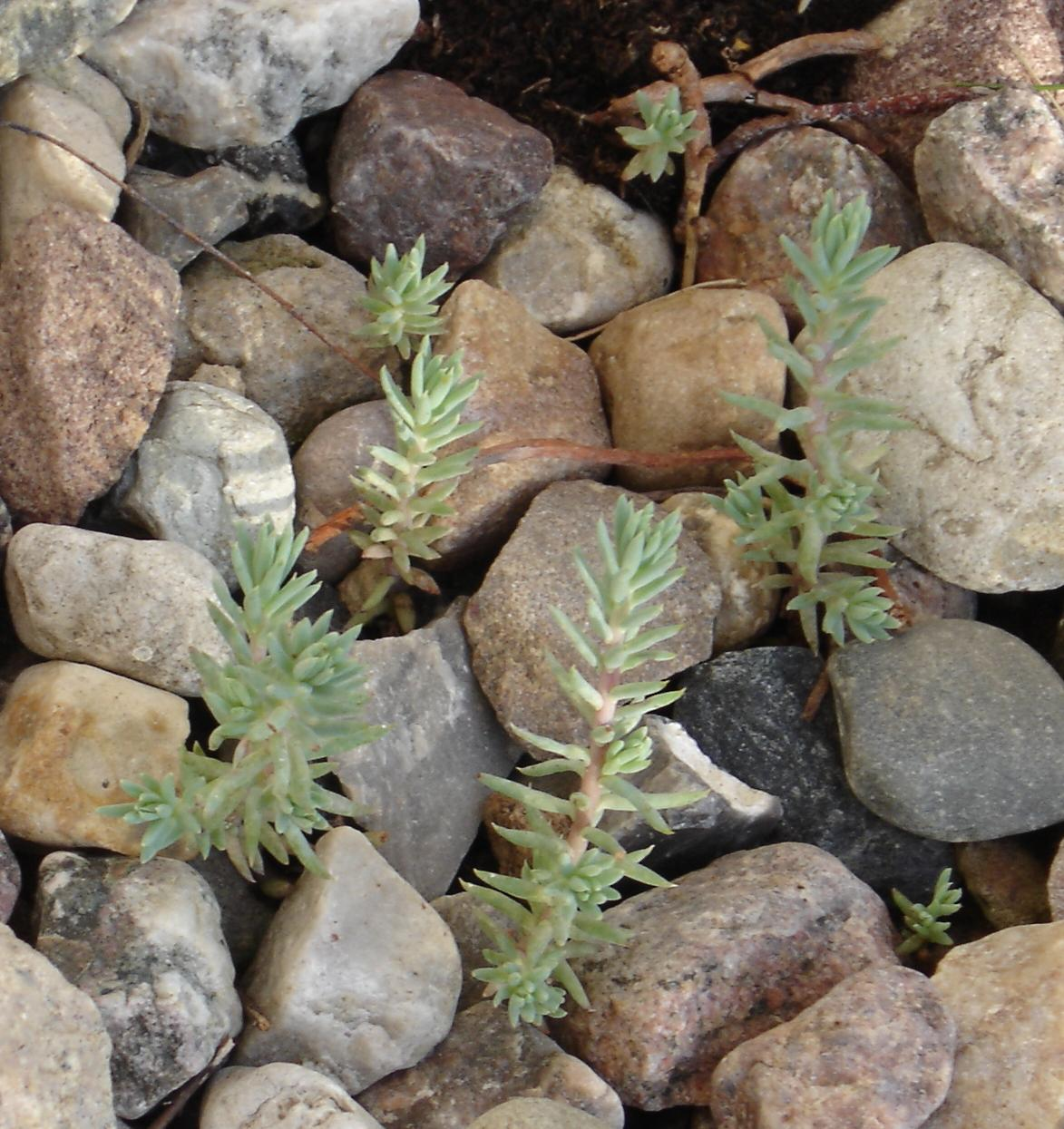
Sedum reflexum
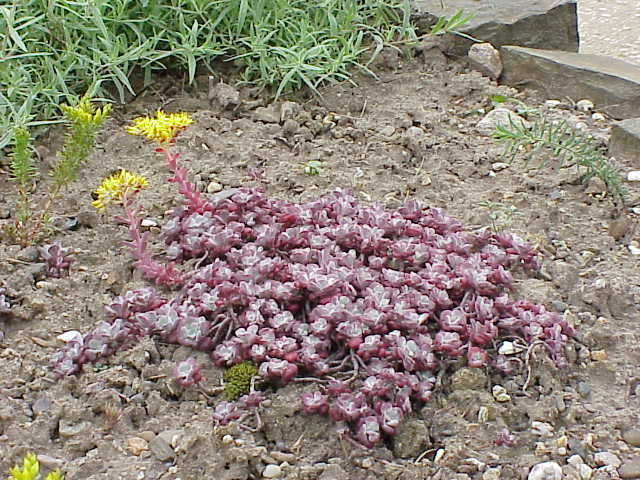
Sedum spathulifolium
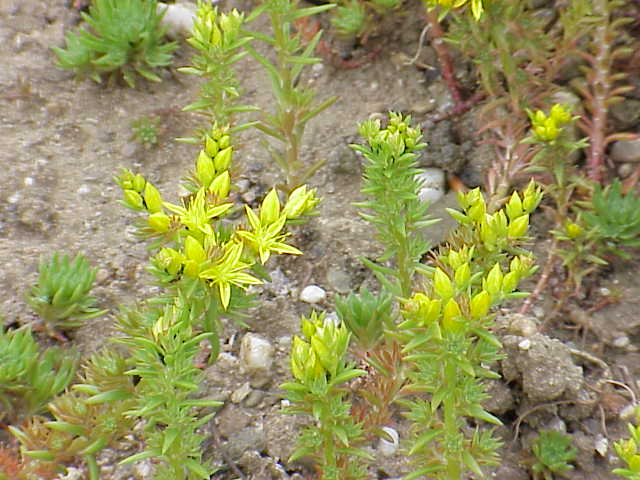
Sedum stenopetalum
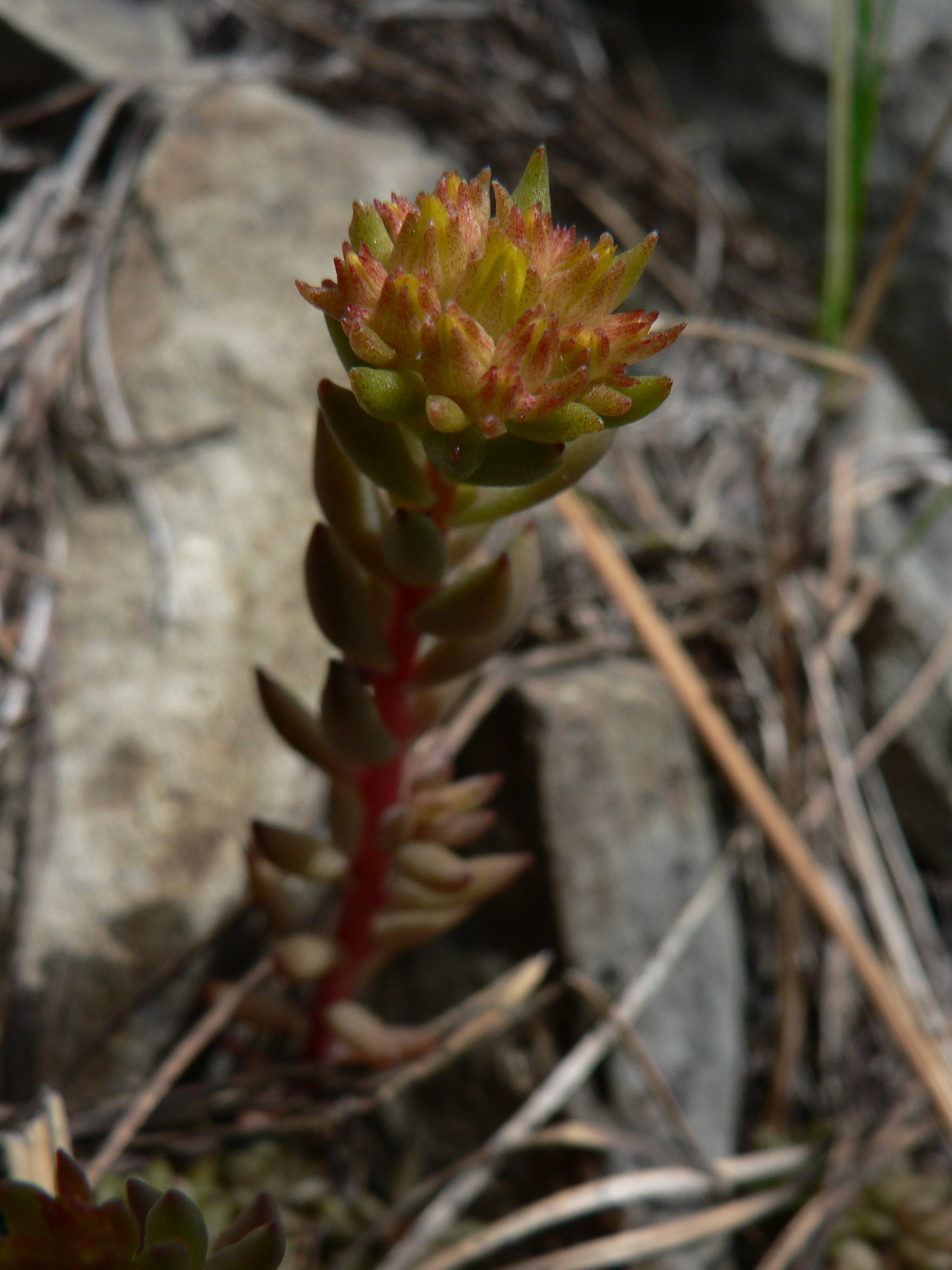
Sedum lanceolatum